# Tagriss
Tagriss (auch: Tagiris, Tagris, Taguiriss) ist eine Landgemeinde im Departement Dakoro in Niger.

## Geographie
Tagriss liegt in der Sahelzone. Die Nachbargemeinden sind Gadabédji im Norden, Tarka im Osten, El Allassane Maïreyrey im Südosten, Tchaké im Süden, Guidan Amoumoune im Südwesten und Bader Goula im Westen. Bei den Siedlungen im Gemeindegebiet handelt es sich um 158 Dörfer, 33 Weiler, 5 Lager und 8 Wasserstellen. Der Hauptort der Landgemeinde ist das Dorf Tagriss. Es liegt auf einer Höhe von 427 m.

## Geschichte
Die französische Kolonialverwaltung richtete 1947 einen Kanton namens Soly Tagriss ein, der nach den Dörfern Soly und Tagriss benannt wurde. Der Hauptort des Kantons war Soly. Im Jahr 2002 ging im Zuge einer landesweiten Verwaltungsreform aus dem Kanton Soly Tagriss die gebietsgleiche Landgemeinde Tagriss hervor, nunmehr mit dem Dorf Tagriss als Hauptort.

## Bevölkerung
Bei der Volkszählung 2012 hatte die Landgemeinde 53.925 Einwohner, die in 6607 Haushalten lebten. Bei der Volkszählung 2001 betrug die Einwohnerzahl 34.053 in 4144 Haushalten.
Im Hauptort lebten bei der Volkszählung 2012 1270 Einwohner in 167 Haushalten, bei der Volkszählung 2001 914 in 111 Haushalten und bei der Volkszählung 1988 1180 in 154 Haushalten.
In ethnischer Hinsicht ist die Gemeinde ein Siedlungsgebiet von Gobirawa, Katsinawa, Azna, Tuareg und Iklan.

## Politik
Der Gemeinderat (conseil municipal) hat 16 gewählte Mitglieder. Mit den Kommunalwahlen 2020 sind die Sitze im Gemeinderat wie folgt verteilt: 11 PNDS-Tarayya, 4 CPR-Inganci und 1 MPR-Jamhuriya.
Jeweils ein traditioneller Ortsvorsteher (chef traditionnel) steht an der Spitze von 122 Dörfern in der Gemeinde, darunter dem Hauptort.

## Wirtschaft und Infrastruktur
Die Gemeinde liegt in einer Zone, in der Agropastoralismus betrieben wird. Gesundheitszentren des Typs Centre de Santé Intégré (CSI) sind im Hauptort und in der Siedlung Soly vorhanden. Beim Centre de Formation aux Métiers de Soly Tagriss (CFM Soly Tagriss) handelt es sich um ein Berufsausbildungszentrum. Durch die Gemeinde verläuft die Nationalstraße 32 zwischen Keita und Sabon Kafi.